# Monemvasía
Monemvasía (en griego Μονεμβασία; antiguamente Malvasia) es una localidad medieval fortificada, ubicada en una pequeña península de la costa este del Peloponeso, en Grecia. El nombre deriva de μόνη (móni, «sola, única») y έμβασις (émvasís, «entrada») en referencia a la lengua de tierra y el puente que unen el promontorio y el continente, dejando la ciudad con «sólo una entrada».

## Geografía física
El promontorio rocoso es largo y estrecho, tiene 1,8 km de longitud y una altitud de 160 m s. n. m. El núcleo antiguo de Monemvasía está conectado por un puente que lleva al barrio de Géfira (Γέφυρα), también denominado Néa Monemvasía (Νέα Μονεμβασία).

## Historia

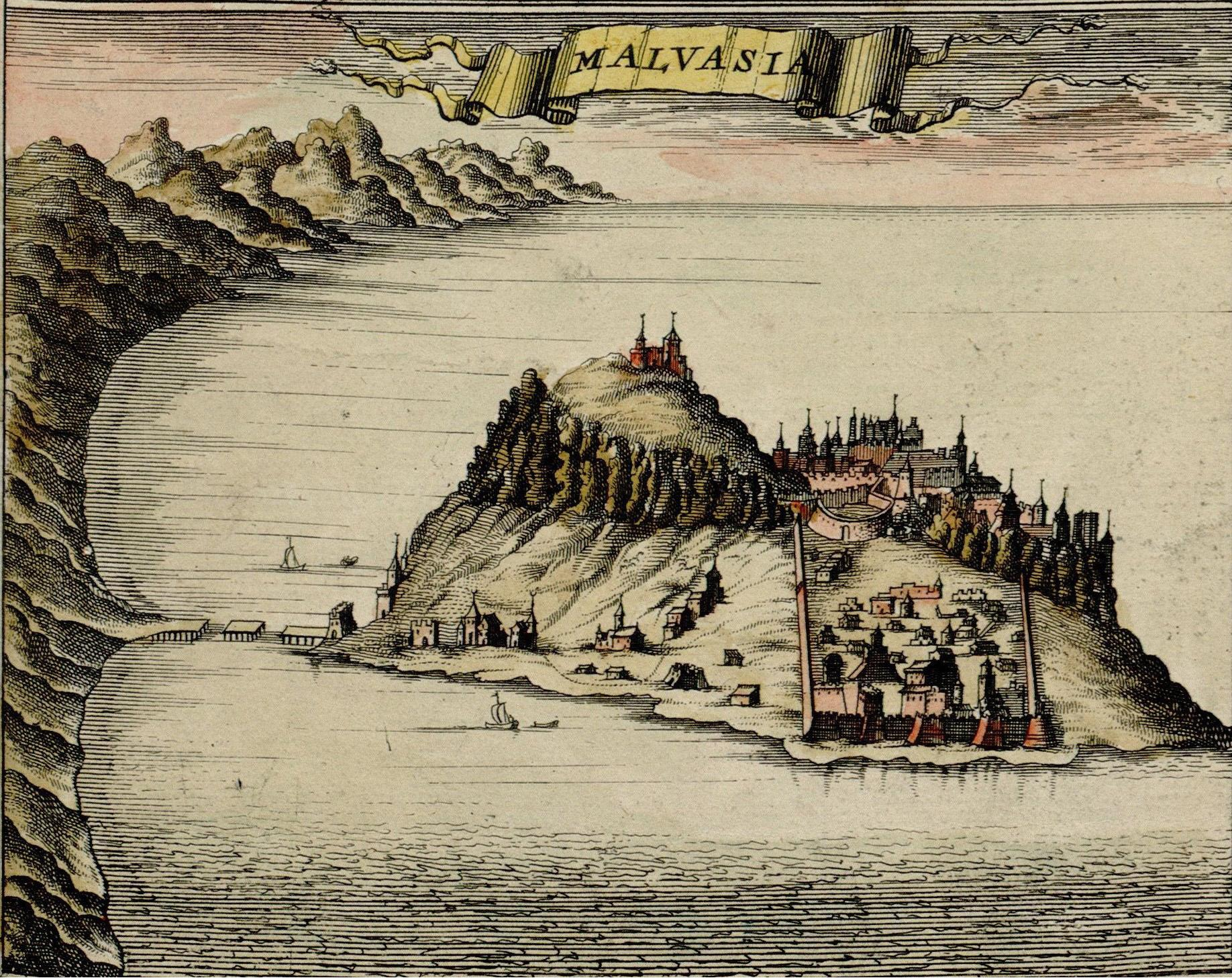
Grabado de Monemvasía en 1680, realizado por F. de Witt, Ámsterdam.

Los primeros habitantes de Monemvasía llegaron huyendo de las invasiones de pueblos eslavos. El lugar era un excelente refugio por sus características de península artificialmente separada de tierra firme, con una sola entrada en forma de puente. Los bizantinos la fortificaron, pero en 1248 la tomó Guillermo II de Villehardouin, tras tres años de asedio, aunque más tarde volvió a manos bizantinas. Entre 1460 y 1464 perteneció al papa Pío II, pasando después a manos de los venecianos hasta 1540 y luego de nuevo desde 1690 hasta 1715. Durante esta época recibió la denominación de Nápoles de Malvasía. En 1715 la tomaron los turcos, que la conservaron hasta 1823, perdiéndola en la Guerra de independencia de Grecia.

## Patrimonio
Monemvasía es una pequeña ciudad de calles estrechas con arcos y escalinatas, y que cuenta con un buen número de monumentos históricos:
- Murallas: La localidad está rodeada en tres de sus lados por una muralla fortificada con torres, que construyeron los venecianos en el siglo XVI. La muralla sube hasta el promontorio en el que sitúa la ciudadela y cierra en cuarto flanco. En el flanco occidental se sitúan la puerta principal junto a otra más pequeña algo más al norte. En el flanco oriental sólo hay una pequeña puerta, denominada el portillo.[1]
- Plaza de la Mezquita (Πλατεία Τζαμίου): Se abre en el centro de la localidad, como una terraza hacia el mar. En ella se ubican una cisterna, un brocal de pozo y una cureña de cañón.[1]
- Iglesia de Cristo Encadenado (Ναός Ελκωμένου Χριστού): Antigua catedral, se sitúa al este de la plaza de la Mezquita. Se fundó en el siglo XII y se reconstruyó en el siglo XVIII. En el flanco izquierdo destaca el campanario, decorado con relieves bizantinos.[1]
- Antigua mezquita (Παλιό Τζαμί): Situada en el flanco suroccidental de la plaza de la Mezquita, se construyó sobre una antigua iglesia dedicada a San Pedro.[1]
- Ciudadela: Se accede a través de una empinada escalera desde la ciudad. Es de época veneciana (siglo XVI) y domina totalmente la ciudad y el área circundante. En el centro del recinto quedan restos de viviendas, alrededor de la iglesia de Santa Sofía, del siglo XIII y que conserva frescos de esa época en el nártex, la cúpula y el casquete del ábside.[1]
- Iglesia de la Virgen del Mirto (Ναός Παναγιάς Μυρτιδιώτισσας): Se sitúa la norte de la población y data del siglo XIII, con restauraciones venecianas.[1]
- Iglesia de San Nicolás (Ναός Αγίου Νικολάου): Se sitúa al sureste de la población y data de 1703.[1]
- Iglesia de la Virgen de Khrísafa (Ναός Παναγιάς Χρυσαφίτισσας): Data del siglo XVII y alberga un famoso icono volante, procedente de Khrísafa, una localidad cercana a Esparta.[1]

## Ciudades hermanadas
- Sitges (España).